# Madone de San Giorgio alla Costa
La Madone de San Giorgio alla Costa (ou Vierge à l'Enfant de San Giorgio alla Costa et, en  italien, Madonna col Bambino in trono e due angeli) est une peinture a tempera, sur fond d'or sur panneau de bois, attribuée au peintre  Giotto di Bondone, datée vers 1290-1295 et conservée au Musée diocésain d'art sacré de Florence.

## Historique
Lorenzo Ghiberti dans ses Commentaires (452-1455) mentionne « un tableau et un crucifix » de Giotto dans l'église florentine San Giorgio alla Costa, et Giorgio Vasari dans la vie de 1568 consacrée à l'artiste mentionne également que Giotto « avait fait un panneau pour les religieuses de San Giorgio ». Aucun des deux auteurs, cependant, ne mentionné le sujet du tableau. En 1937, Richard Offner attribue le tableau au Maestro della Santa Cecilia (anonyme), pour ensuite rapprocher l'œuvre du Crucifix de Santa Maria Novella. Cette hypothèse est soutenue par d'autres chercheurs dans les années qui suivent. Le premier à associer ce panneau au nom de Giotto est le critique allemand Robert Oertel en 1937. Aujourd'hui, après de nombreuses polémiques, son attribution à Giotto est pratiquement acceptée par tous les historiens.
Le tableau possédait probablement un  pinacle selon la norme du Duecento , mais en 1705, lorsque l'église a été rénovée, il a été scié de toutes parts pour l'adapter à une charpente baroque : une forme d'arc a été formée sur la partie supérieure, tandis que les côtés, les bras du trône étaient supprimés, tout comme plus bas, la marche et un pied de la Vierge.
L'œuvre est entreposée dans un dépôt près de l'église Santo Stefano al Ponte lorsqu'elle est endommagée lors de l'attentat de la Via dei Georgofili le 27 mai 1993. Après cet événement grave, une restauration a été entreprise par Paola Bracco, rattachée à l'Opificio delle pietre dure de Florence. La surface a été nettoyée, les parties coupées ont été consolidées, laissant néanmoins visible, grâce à la méthode de la sélection chromatique, une lésion causée par un éclat dans la robe de l'ange de gauche.

### Datation
L'œuvre est considérée par certains historiens de l'art comme la plus ancienne peinture exécutée totalement par Giotto. Elle a été probablement réalisée juste après ses autres œuvres de jeunesse, comme la Madone de Borgo San Lorenzo et le Crucifix de Santa Maria Novella ; néanmoins une minorité de critiques la date après.
La datation du tableau reste controversée. Il est daté par Marco Ciatti (1995) et Andrea De Marchi (2015) juste avant 1290 et donc avant les fresques de la vie de saint François d'Assise. Au lieu de cela, il est daté par la plupart des historiens vers 1295, à l'époque ou immédiatement après les fresques d'Assise. Giovanni Previtali (1967), Giorgio Bonsanti (1995), Alessandro Tomei (1995), Francesca Flores d'Arcais (1995), Pesenti (1997), Miklos Boskovitz (2000) et Angelo Tartuferi (2007) se sont exprimés en ce sens.
La silhouette gracieuse de la Vierge, le contour élégant et le soupçon d'un sourire sur son visage, sont des traits qui seront présents dans la dernière Madone connue de Giotto, la Vierge d'Ognissanti (vers 1310), mais qui n'apparaissent pas encore dans la Madone de Borgo San Lorenzo (vers 1290) et dans le tondo de la Vierge à l'Enfant sur la contre-façade d'Assise (1290-1295), tendant vers un datation ultérieure.
Les doutes concernant l'attribution, comme ceux de Pietro Toesca qui en 1927 avait évoqué le Maestro della Santa Cecilia, ont été dissipés grâce aux contributions de Roberto Longhi (1948), Salvini (1952), Bauch (1953), Gnudi (1959) et Battisti (1965).
Pour renforcer l'hypothèse d'une datation ultérieure, la similitude remarquable entre le tissu du trône de cette Majesté et celui du Crucifix de Rimini (vers 1301) suggère que les deux œuvres ne sont pas trop éloignées chronologiquement.

## Description

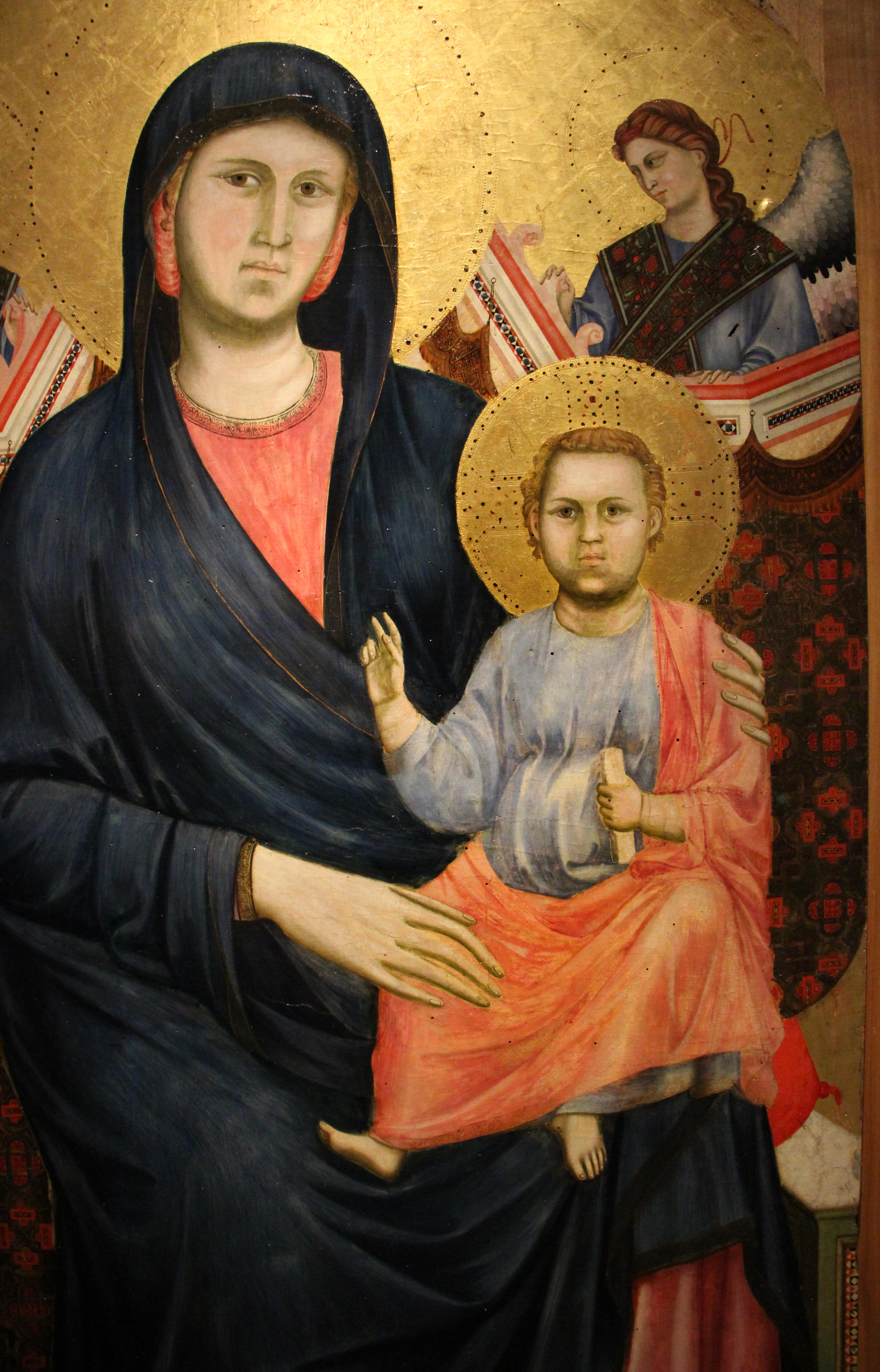
Détail.

Le sujet du tableau est celui de la Vierge à l'Enfant, en français Madone, un thème central de l'iconographie chrétienne, représentant la Vierge Marie tenant le Christ enfant dans ses bras, symbole de la maternité.
La Vierge est représentée sur un trône en marbre (en partie perdu à la suite de la rénovation de 1705) décoré de motifs cosmatesques (éléments que l'on retrouve sur les sièges des docteurs de l'église dans la Volta dei Dottori della Chiesa de l'église supérieure de la basilique Saint-François d'Assise, différents des traditionnels sièges en bois de la peinture gothique de Cimabue). Le trône n'est pas représenté de côté, mais de face avec les côtés ouverts, comme les pages d'un livre. Un tissu de brocart est attaché au trône au moyen de crochets, ce qui cache partiellement le siège (tout comme les deux coins du coussin rouge que l'on aperçoit à droite comme à gauche), et atténue l'effet perspectif en aplatissant la représentation. Le drapé est animé par un ruban doré qui dessine des polygones ou des figures courbes en bleu foncé ou en rouge. Les deux anges, placés au même niveau que la tête de la Vierge, l'entourent au-delà de la moulure de la cimaise du trône en triangle, qu'on devine difficilement derrière l'auréole du même doré que le fond.
La Vierge est dans la position Odeghetria, c'est-à-dire qu'elle montre l'Enfant sur sa gauche, le reposant sur son genou gauche, alors qu'il est représenté de face dans une position composée et solennelle, comme s'il était déjà adulte, avec un rouleau dans sa main gauche et effectuant le signe de la bénédiction avec celle de droite.
La Vierge est enveloppée dans un manteau bleu (le maforii) avec une coiffe rouge qui lui couvre la tête. Les deux mèches de cheveux qui sortent de la traditionnelle coiffe rouge constituent un élément original par rapport à la tradition byzantine. Sa tête se tourne légèrement vers l'Enfant, sans renoncer à regarder le spectateur, dans une position complètement nouvelle par rapport à la fois à l'ancienne Madone de Borgo San Lorenzo et aux œuvres précédentes de Cimabue et Duccio di Buoninsegna. Son visage est détendu et cache un soupçon de sourire qui peut être perçu comme mélancolique ou serein.
L'Enfant est vêtu de bleu et porte une cape rose. Sa pose affectée et solennelle est trahie par le mouvement agité de son pied droit.
Les anges ont une représentation à mi-chemin entre le frontal complet et celui de profil. Vêtus de bleu cendré, ils portent les « loros » croisés sur la poitrine, où un entrelacement géométrique avec un ruban doré délimite les espaces aux ornements incrustés, en azurite et cinabre. Les ailes criardes passent des couleurs foncées des plumes inférieures (pennes), à la couleur claire et vive des plumes du dessus (couvertures) qui s'assombrissent progressivement. Leurs mèches auburn sont volumineuses et vigoureuses. Leurs doigts crochus s'accrochent à un bras du trône ou reposent sur le bord lisse, de manière tout à fait réaliste.
Les décorations incisées sur les bords des auréoles et du pinacle sont particulièrement soignées, avec des signes semblant vouloir imiter les caractères de l'écriture arabe que l'on trouvait à l'époque sur les tissus importés et la majolique, ainsi que sur d'autres objets comme des animaux fantastiques (grilli) que l'on retrouve dans l'art gothique français, bien connus grâce au manuscrits enluminés, les orfèvreries et les vitraux. Même les détails les plus tenus trouvent leur espace : cordelettes, petits anneaux qui retiennent le tissu tapissant le trône.

## Style

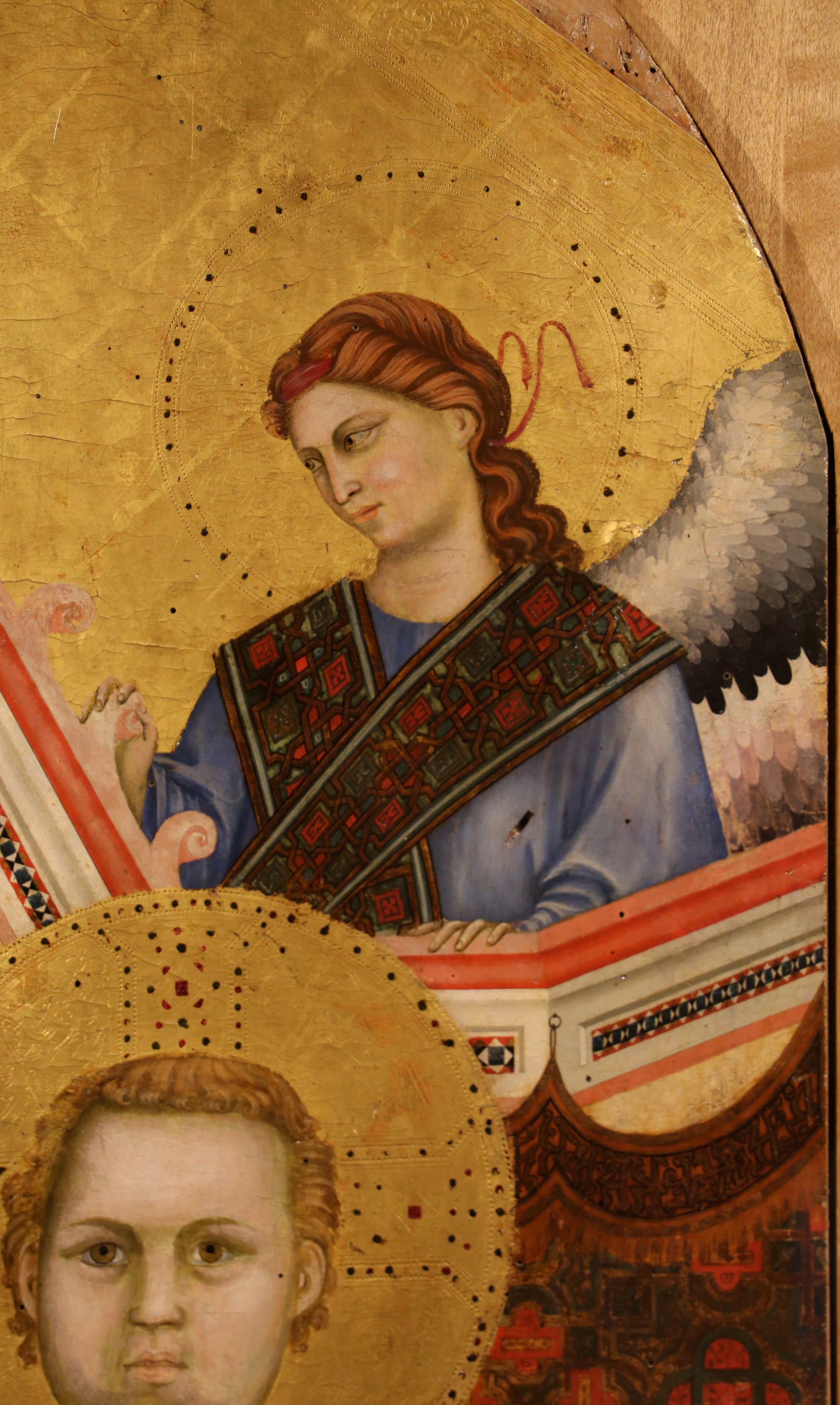
Détail.

La peinture contient des caractéristiques typiques de la production de jeunesse de Giotto, avec un rendu solide du volume des personnages dont les attitudes sont plus naturelles que dans la tradition byzantine, réussissant à rappeler les sculptures de la même époque d'Arnolfo di Cambio.
Pour la première fois, le spectateur a l'impression que la grande robe bleue de Marie a été prise sur une chaise de la pièce où l'œuvre est exposée et jetée sur elle. Le passage en clair-obscur entre le cou, le menton et le visage suit un chemin nouveau par rapport aux œuvres précédentes de Cimabue et Duccio di Buoninsegna, sans oublier Coppo di Marcovaldo. Les visages sont plus avancés dans l'espace que les cous, comme dépassant du tableau. La capacité de Giotto à utiliser des nuances de clair-obscur et à restituer les volumes qui avait distingué Cimabue jusqu'alors, trouve ici sa plus grande réussite, tout en étant réalisé sans le pictorialisme de Cimabue, basé sur des filaments très fins, mais avec un coup de pinceau plus épais et plus humide, pour obtenir des traits à la fois fluides et synthétiques.
Le trône est inséré dans une perspective frontale formant pratiquement une nicchia (« niche ») architecturale produisant un faible effet de profondeur, même si celui-ci n'est pas au niveau de la Vierge d'Ognissanti ultérieure. Le principe de la source lumineuse unique, inconnu des peintres précédents, rend les personnages et leur placement dans l'espace plus réalistes.
La physionomie des visages est nouvelle. Le bréchet qui lie le nez au front disparaît et les lèvres sont dodues. Les yeux instillent un regard focalisé et fixe. La Madone a une légère torsion du cou vers l'enfant mais n'abandonne pas l'observation du spectateur, assumant une posture gracieuse et élégante, adoucie par le soupçon d'un sourire.
Une autre nouveauté concerne les deux anges. Aussi archaïque que soit le placement de deux petits anges derrière le trône, ces deux petits personnages n'ont plus une représentation obstinément frontale (ou plutôt de trois quarts), mais presque de profil, disons en deux quarts.
La nouveauté du langage de ce tableau est mis en évidence par sa comparaison avec les autres exemples florentins de Maestà (« Vierge en majesté) » qui l'avaient précédé comme celles de Coppo di Marcovaldo et Cimabue. L'attitude de Marie apparaît plus allégée des rigidités byzantines, à l'enseigne du naturalisme, perceptible aussi dans les figures des anges, néanmoins encore affectés par la perspective signifiante.

## Source de traduction
- (it) Cet article est partiellement ou en totalité issu de l’article de Wikipédia en italien intitulé « Madonna di San Giorgio alla Costa » (voir la liste des auteurs).